# Astragalus clausii
Astragalus clausii es una especie de planta del género Astragalus, de la familia de las leguminosas, orden Fabales.
Fue descrita científicamente por C. A. Mey.